# سده ۵ (پیش از میلاد)
(سده ششم پ.م. - سده پنجم پیش از میلاد مسیح - سده چهارم پ.م. - سده‌های دیگر)
این سده و سده پس از آن زمان درخشش فلسفه و فرزانش در تمدن انسانی و به ویژه در ایران و یونان بود.ایران و یونان در این سده دارای نهادهای سیاسی، هنری، ادبی و مهرازی بالنده‌ای شد.

## رویدادها
- چیرگی هیروگلیف در مصر باستان.                                                         [به پادشاهی رسیدن کوروش بزرگ و بنیان گذاری اولین و بزرگترین امپراطوری جهان(امپراطوری هخامنشی)]

### دهه ۴۹۰
- ۴۹۹ (پیش از میلاد)؛ تازش آریستاگوراس به پشتیبانی ایران به جزیره شورشی ناگزوس.
- ۴۹۹؛ آغاز جنگ‌های میان یونان و ایران.
- ۴۹۹؛ آتنی‌ها و یونیه‌ای‌ها سارد را ویران‌کردند.
- ۴۹۸ (پیش از میلاد)؛ اسکندر یکم پادشاه مقدونیه شد.
- ۴۹۷ (پیش از میلاد)؛ آبلرزه در پوتیده.
- ۴۹۶ (پیش از میلاد)؛ پیروزی روم بر اتروسکن‌ها برپایه افسانه‌ها.
- ۴۹۶؛ پیروزی گون چیان پادشاه چین بر هماوردان.
- ۴۹۵ (پیش از میلاد)؛ ساخت نیایشگاه بهرام سیرکوس ماکسیموس در رم.
- ۴۹۴ (پیش از میلاد)؛ ایران یونیه را در جنگ لاده بازپس‌گرفت.
- ۴۹۳ (پیش از میلاد)؛ ساخت بندر پیره در نزدیکی آتن.
- ۴۹۳؛ کوریولانوس سردار رومی شهر ولسکی کوریولی را به خاک روم افزود.
- ۴۹۲ (پیش از میلاد)؛ نخستین لشکرکشی داریوش بزرگ به یونان به فرماندهی دامادش مردونیه.
- ۴۹۱ (پیش از میلاد)؛ لئوتوخیداس دوم پادشاه اسپارت شد.
- ۴۹۱؛ گلون خودکامه جلا بر سر کار آمد.
- ۱۲ سپتامبر۴۹۰ (پیش از میلاد)؛ نبرد ماراتن.

### دهه ۴۸۰
- ۴۸۸ (پیش از میلاد)؛ لئونیداس یکم پادشاه اسپارت گشت.
- ۴۸۷ (پیش از میلاد)؛ مصر باستان بر ایرانیان شورید.
- ۴۸۷؛ جنگ اژینا و آتن.
- ۴۸۶ (پیش از میلاد)؛ نخستین بخش کانال بزرگ چین ساخته‌شد.
- ۴۸۶/۴۸۵ (پیش از میلاد)؛ خشایارشا شاه ایران شد.
- ۴۸۴ (پیش از میلاد)؛ بازگشت کنترل مصر باستان به دست ایرانیان.
- ۴۸۱ (پیش از میلاد)؛ پایان جنگ آتن و اژینا.
- ۴۸۰ (پیش از میلاد)؛ لشکرکشی خشایارشا به یونان.
- ۴۸۰؛ پلیستارخوس پادشاه اسپارت شد.
- اوت ۴۸۰؛ جنگ آرتمیسیوم میان ناوگان دریایی ایران و یونان.
- ۱۱ اوت ۴۸۰؛ جنگ ترموپیل و پیروزی ایرانیان بر یونانیان.
- ۲۳ سپتامبر ۴۸۰؛ جنگ سالامیس.
- ۴۸۰؛ جنگ هیمرا میان کارتاژ و یونانیان سیسیل.
- ۴۸۰؛ تازش :روم به وی‌ها.

### دهه ۴۷۰
- ۴۷۹ (پیش از میلاد)؛ جنگ پلاته.
- ۴۷۹؛ جنگ میکال میان ایران و یونان.
- ۴۷۸ (پیش از میلاد)؛ ساخت نیایشگاه کنفوسیوس در چوفو.
- ۴۷۷ (پیش از میلاد)؛ برپایی اتحادیه دلوس به رهبری آتن.
- ۴۷۶ (پیش از میلاد)؛ آرشیداموس دوم پادشاه اسپارت شد.
- ۴۷۵ (پیش از میلاد)؛ یوآن پادشاه دودمان ژو شد.
- ۴۷۴ (پیش از میلاد)؛ جنگ کومه در ایتالیا.
- ۴۷۴؛ رفتن پیتداروس شاعر یونانی به تبس.
- ۴۷۳ (پیش از میلاد)؛ در چین ایالت وو به ایالت یوئه پیوست.
- ۴۷۲ (پیش از میلاد)؛ نوشتن تراژدی پارسیان به دست اشیلوس.
- ۴۷۱ (پیش از میلاد)؛ سیاست‌مدار آتنی تمیستوکل از آتن بیرون رانده‌شد.

### دهه ۴۶۰
- ۴۶۸ (پیش از میلاد)؛ روم بر آنتیوم چیره‌شد.
- ۴۶۸ (پیش از میلاد)؛ شندینگ پادشاه چین شد.
- ۴۶۶ (پیش از میلاد)؛ جنگ اوریمدون میان ایران و یونان.
- ۴۶۵ (پیش از میلاد)؛ پادشاهی اردشیر یکم در ایران.
- ۴۶۵ (پیش از میلاد)؛ زمین‌لرزه در اسپارت.
- ۴۶۰ (پیش از میلاد)؛ مصر بر چیرگی ایران شورید.
- ۴۶۰؛ سینسیناتوس کنسول جمهوری روم شد.

### دهه ۴۵۰
- ۴۵۹ (پیش از میلاد)؛ پلیستوئاناکس پادشاه اسپارت شد.
- ۴۵۹؛ عزرا دومین دسته از یهود را از بابل به سوی اورشلیم رهنمون ساخت.
- ۴۵۸ (پیش از میلاد)؛ اشیلوس تراژدی سه‌گانه خود اورستیا را به پایان رساند.
- ۴۵۸؛ سیسیناتوس دیکتاتور جمهوری رم شد.
- ۴۵۷ (پیش از میلاد)؛ اصلاحات پریکلس در آتن.
- ۴۵۷؛ جنگ تاناگرا و شکست آتن از اسپارت.
- ۴۵۷؛ جنگ اونوفیتا میان یونانیان.
- ۴۵۵ (پیش از میلاد)؛ نخستین تراژدی اوریپید:پلیادس.
- ۴۵۴ (پیش از میلاد)؛ یک ناوگان دریایی و پنجاه هزار سپاهی آتنی که برای برانگیزاندن شورش مصر باستان بر ایران گسیلانده‌شده‌بودند به دست ارتش ایران نابودشدند.
- ۴۵۳ (پیش از میلاد)؛ شهر تای‌یوآن در چین گرفتار سیلاب شد.
- ۴۵۱ (پیش از میلاد)؛ آشتی میان آتن و اسپارت و همپیمانیشان برای جنگ با ایران.
- ۴۵۱؛ دسمویری در روم بر سر کار آمد. پیدایش قانون در روم.
- ۴۵۰ (پیش از میلاد)؛ جنگ سالامیس میان ایران و یونان.
- ۴۵۰؛ پردیکاس دوم پادشاه مقدونیه شد.

### دهه ۴۴۰
- ۴۴۹ (پیش از میلاد)؛ پایان جنگ‌های ایران و یونان.
- ۴۴۹؛ آغاز ساخت نیایشگاه هفستوس در آتن.
- ۴۴۹؛ پخش نخستین قانون‌های همگانی در دوازده لوح در جمهوری رم.
- ۴۴۹؛ پایان کتاب تاریخ هرودوت.
- ۴۴۸ (پیش از میلاد)؛ پایان تندیس نه‌متری آتنا در آکروپولیس به دست فیدیاس.
- ۴۴۷ (پیش از میلاد)؛ آغاز ساخت پارتنون به دست آتنی‌ها.
- ۴۴۷؛ جنگ کورونه و بیرون‌راندن آتنی‌ها از بوئتیا.
- ۴۴۵ (پیش از میلاد)؛ آغاز آشتی سه‌ساله میان اسپارت و آتن.
- ۴۴۵؛ اردشیر یکم پروانه بازسازی اورشلیم را به نحمیا داد.
- ۴۴۳ (پیش از میلاد)؛ برپایی دفتری برای سانسور در جمهوری رم. این دفتر در آغاز تنها ویژه نجیب‌زادگان بود.
- ۴۴۲ (پیش از میلاد)؛ نگارش آنتیگونه به دست سوفوکل.
- ۴۴۱ (پیش از میلاد)؛ آی پادشاه چین شد ولی پیش از پایان نخستین سال پادشاهیش درگذشت.
- ۴۴۱ (پیش از میلاد)؛ سی پادشاه چین شد ولی پیش از پایان نخستین سال پادشاهیش درگذشت.
- ۴۴۰ (پیش از میلاد)؛ خشکسالی در روم.
- ۴۴۰؛ کائو پادشاه چین شد.

### دهه ۴۳۰
- ۴۳۹ (پیش از میلاد)؛ سینسیناتوس بار دیگر در جمهوری رم بر سر کار آمد.
- ۴۳۵ (پیش از میلاد)؛ تندیس زئوس یکی از شگفتی‌های هفتگانه جهان به دست فیدیاس به پایان‌رسید.
- ۴۳۳ (پیش از میلاد)؛ جنگ سیبوتا میان کورسیرا و کورینت.
- ۴۳۲ (پیش از میلاد)؛ جنگ پوتیده و شکست کورینت از آتن.
- ۴۳۱ (پیش از میلاد)؛ جنگ پلوپونزی میان اسپارت و آتن.
- ۴۳۱؛ امپدوکلس فیلسوف و فیزیکدان یونانی بدن انسان را دربردارنده چهار چیز شمرد:خون، زرداب، صفرای سیاه و بلغم. این باور تا سده‌ها در جهان پزشکی پذیرفته‌شد.
- ۴۳۰ (پیش از میلاد)؛ گسترش تیفوس در آتن.
- ۴۳۰؛ نخستین نمایش اودیپوس پادشاه نوشته سوفوکل.

### دهه ۴۲۰
- ۴۲۹ (پیش از میلاد)؛ جنگ چالسیس
- ۴۲۹؛ جنگ نائوپاکتوس.
- ۴۲۹؛ طاعون یک‌سوم مردم آتن را کشت.

## چهره‌های برجسته
- آمینتاس یکم پادشاه مقدونیه.
- فیثاغورث ریاضی‌دان یونانی.
- بقراط.
- سقراط.
- گواتاما بودا بنیادگذار بودایی‌گرایی.
- کنفوسیوس بنیادگذار کنفوسیوس‌گرایی.
- مهاویرا بنیادگذار جینیسم.
- آشیلوس نمایشنامه‌نویس آتنی.
- داریوش بزرگ پادشاه ایران.
- پانینی دستور زبان‌نویس هندو.
- سوفوکل نمایشنامه‌نویس آتنی.
- سون تسی نویسنده و فرزانه جنگی چین.
- پریکلس سیاست‌مدار یونانی.
- زینو فیسلسوف یونانی.
- فیدیاس پیکرتراش یونانی.
- آمپدوکل فیلسوف یونانی.
- اودوکسوس ریاضی‌دان یونانی.
- میلیتادس جنگ‌سالار آتنی.
- هرودوت مورخ بزرگ یونانی.
- اوریپیدس نمایشنامه‌نویس آتنی.
- مردونیوس سپهسالار ایرانی.
- جی گای پادشاه چین.
- هراکلیتوس فیلسوف یونانی.
- موزی فیلسوف چینی.
- یوآن پادشاه چین.
- لئوتوخیدس پادشاه اسپارت.
- سیمونیدس شاعر و غزل‌سرای یونانی.
- آریستید سیاست‌مدار آتنی.
- خشایارشا پادشاه ایران.
- توسیدید تاریخ‌نویس یونانی.
- دموکریتوس فیلسوف یونانی.
- پلیستارخوس پادشاه اسپارت.
- آلسیبیادس جنگ‌سالار آتنی.
- سیمون سیاست‌مدار آتنی.
- اسکندر یکم پادشاه مقدونیه.
- آریستوفانس نمایشنامه‌نویس یونانی.
- مارکوس فوریوس کامیلوس سرباز و دولت‌مرد رومی.
- پیندار شاعر یونانی.
- چندینگ پادشاه چین.
- وولومنیوس فرمانروای اتروسکن.
- ایزوکرات سخنران آتنی.
- اردشیر دوم پادشاه ایران.
- فیلوکسنوس شاعر یونانی.
- دیونیسیوس خودکامه یونانی.
- امپدوکلس فیلسوف یونانی.
- فیدیاس پیکرتراش یونانی.
- زنون فیلسوف یونانی.
- داریوش دوم پادشاه ایران.
- عزرا و نحمیا رهبران یهود.
- زنگزی شاگرد کنفوسیوس.

## یافته‌ها و نوآوری‌ها
- نخستین بهره‌برداری از چدن در پادشاهی وو در چین کنونی.
- ساخت لنگر به دست یونانی‌ها.

## منبع
- نویسندگان ویکی‌پدیای انگلیسی، ۵th century BC. (نسخه ۱۷ مه ۲۰۰۷)

| هزاره | سده   | سده   | سده   | سده   | سده   | سده   | سده   | سده   | سده   | سده   |
| ----- | ----- | ----- | ----- | ----- | ----- | ----- | ----- | ----- | ----- | ----- |
| ۹ پ‌م: | ۹۰ پ‌م | ۸۹ پ‌م | ۸۸ پ‌م | ۸۷ پ‌م | ۸۶ پ‌م | ۸۵ پ‌م | ۸۴ پ‌م | ۸۳ پ‌م | ۸۲ پ‌م | ۸۱ پ‌م |
| ۸ پ‌م: | ۸۰ پ‌م | ۷۹ پ‌م | ۷۸ پ‌م | ۷۷ پ‌م | ۷۶ پ‌م | ۷۵ پ‌م | ۷۴ پ‌م | ۷۳ پ‌م | ۷۲ پ‌م | ۷۱ پ‌م |
| ۷ پ‌م: | ۷۰ پ‌م | ۶۹ پ‌م | ۶۸ پ‌م | ۶۷ پ‌م | ۶۶ پ‌م | ۶۵ پ‌م | ۶۴ پ‌م | ۶۳ پ‌م | ۶۲ پ‌م | ۶۱ پ‌م |
| ۶ پ‌م: | ۶۰ پ‌م | ۵۹ پ‌م | ۵۸ پ‌م | ۵۷ پ‌م | ۵۶ پ‌م | ۵۵ پ‌م | ۵۴ پ‌م | ۵۳ پ‌م | ۵۲ پ‌م | ۵۱ پ‌م |
| ۵ پ‌م: | ۵۰ پ‌م | ۴۹ پ‌م | ۴۸ پ‌م | ۴۷ پ‌م | ۴۶ پ‌م | ۴۵ پ‌م | ۴۴ پ‌م | ۴۳ پ‌م | ۴۲ پ‌م | ۴۱ پ‌م |
| ۴ پ‌م: | ۴۰ پ‌م | ۳۹ پ‌م | ۳۸ پ‌م | ۳۷ پ‌م | ۳۶ پ‌م | ۳۵ پ‌م | ۳۴ پ‌م | ۳۳ پ‌م | ۳۲ پ‌م | ۳۱ پ‌م |
| ۳ پ‌م: | ۳۰ پ‌م | ۲۹ پ‌م | ۲۸ پ‌م | ۲۷ پ‌م | ۲۶ پ‌م | ۲۵ پ‌م | ۲۴ پ‌م | ۲۳ پ‌م | ۲۲ پ‌م | ۲۱ پ‌م |
| ۲ پ‌م: | ۲۰ پ‌م | ۱۹ پ‌م | ۱۸ پ‌م | ۱۷ پ‌م | ۱۶ پ‌م | ۱۵ پ‌م | ۱۴ پ‌م | ۱۳ پ‌م | ۱۲ پ‌م | ۱۱ پ‌م |
| ۱ پ‌م: | ۱۰ پ‌م | ۹ پ‌م  | ۸ پ‌م  | ۷ پ‌م  | ۶ پ‌م  | ۵ پ‌م  | ۴ پ‌م  | ۳ پ‌م  | ۲ پ‌م  | ۱ پ‌م  |
| ۱:    | ۱     | ۲     | ۳     | ۴     | ۵     | ۶     | ۷     | ۸     | ۹     | ۱۰    |
| ۲:    | ۱۱    | ۱۲    | ۱۳    | ۱۴    | ۱۵    | ۱۶    | ۱۷    | ۱۸    | ۱۹    | ۲۰    |
| ۳:    | ۲۱    | ۲۲    | ۲۳    | ۲۴    | ۲۵    | ۲۶    | ۲۷    | ۲۸    | ۲۹    | ۳۰    |
| ۴:    | ۳۱    | ۳۲    | ۳۳    | ۳۴    | ۳۵    | ۳۶    | ۳۷    | ۳۸    | ۳۹    | ۴۰    |